# 9886 Аоягі
9886 Аоягі (1994 VM7, 1979 WR6, 1984 BM1, 9886 Aoyagi) — астероїд головного поясу, відкритий 8 листопада 1994 року.
Тіссеранів параметр щодо Юпітера — 3,495.